# Religión en Islandia
La religión en Islandia ha sido predominantemente cristiana desde la adopción del cristianismo como religión estatal por los Althing bajo la influencia de Olaf Tryggvason, el rey de Noruega, en 999-1000 d. C. Antes de eso, entre los siglos IX y X, la religión predominante entre los primeros islandeses (principalmente colonos noruegos que huyeron de la centralización monárquica de Harald Fairhair en 872–930) fue la religión germánica del norte, que persistió durante siglos incluso después de la cristianización oficial de la estado.
A partir de la década de 1530, Islandia, originalmente católica y bajo la corona danesa, cambió formalmente al luteranismo con la Reforma islandesa, que culminó en 1550. La Iglesia Luterana de Islandia ha permanecido desde entonces como la iglesia estatal del país. La libertad de religión se ha otorgado a los islandeses desde 1874. La Iglesia de Islandia cuenta con el apoyo del gobierno, pero todas las religiones registradas reciben el apoyo de un impuesto eclesiástico (sóknargjald) pagado por los contribuyentes mayores de dieciséis años.
Desde finales del siglo XX, y especialmente a principios del siglo XXI, la vida religiosa en Islandia se ha vuelto más diversa, con un declive del cristianismo, el surgimiento de personas no afiliadas y el surgimiento de nuevas religiones, especialmente Heathenry, en Islandia, también llamada Ásatrú, que busca reconstruir la religión popular germánica. 

## Demografía

#### Tabla
| Religion               | 1990    | %     | 1995    | %     | 2000    | %     | 2005    | %     | 2010    | %     | 2015    | %     | 2019    | %      | 2020    | %      |
| ---------------------- | ------- | ----- | ------- | ----- | ------- | ----- | ------- | ----- | ------- | ----- | ------- | ----- | ------- | ------ | ------- | ------ |
| Iglesia de Islandia    | 236,959 | 92.6% | 245,049 | 91.5% | 248,411 | 87.8% | 251,728 | 84.0% | 251,487 | 79.1% | 237,938 | 71.5% | 232,591 | 65.15% | 231,112 | 63.47% |
| Protestantes           | 11,146  | 4.3%  | 12,709  | 4.7%  | 15,924  | 5.6%  | 19,684  | 6.6%  | 22,987  | 7.2%  | 26,297  | 7.9%  | 27,062  | 7.77%  | 27,577  | 7.57%  |
| Católicos              | 2,396   | 0.9%  | 2,553   | 0.95% | 4,307   | 1.5%  | 6,451   | 2.15% | 9,672   | 3.0%  | 12,414  | 3.7%  | 13,990  | 3.92%  | 14,632  | 4.02%  |
| Paganismo              | 98      | 0.03% | 190     | 0.07% | 512     | 0.2%  | 953     | 0.3%  | 1,422   | 0.4%  | 3,210   | 1.0%  | 4,499   | 1.26%  | 4,764   | 1.31%  |
| Humanismo              | -       | -     | -       | -     | -       | -     | -       | -     | -       | -     | 1,456   | 0.4%  | 2,841   | 0.8%   | 3,507   | 0.96%  |
| Zuismo                 | -       | -     | -       | -     | -       | -     | -       | -     | -       | -     | 3,087   | 1.0%  | 1,605   | 0.45%  | 1,213   | 0.33%  |
| Budismo                | -       | -     | 230     | 0.08% | 466     | 0.2%  | 685     | 0.2%  | 1,090   | 0.3%  | 1,336   | 0.4%  | 1,485   | 0.41%  | 1,495   | 0.42%  |
| Islam                  | -       | -     | -       | -     | 164     | 0.05% | 341     | 0.1%  | 591     | 0.2%  | 865     | 0.3%  | 1,134   | 0.31%  | 1,281   | 0.35%  |
| Judaísmo               | -       | -     | -       | -     | -       | -     | -       | -     | -       | -     | -       | -     | -       | -      | 250     | 0.05%  |
| Bahaismo               | 378     | 0.1%  | 402     | 0.15% | 386     | 0.1%  | 389     | 0.1%  | 398     | 0.1%  | 365     | 0.1%  | 355     | 0.1%   | 353     | 0.1%   |
| Otra o no especificada | 1,505   | 0.6%  | 2,753   | 1.0%  | 6,325   | 2.2%  | 11,794  | 3.9%  | 19,647  | 6.2%  | 26,359  | 7,9%  | 46,470  | 13.02% | 52,086  | 14.3%  |
| Irreligión             | 3,373   | 1.3%  | 3,923   | 1.4%  | 6,350   | 2.2%  | 7,379   | 2.5%  | 10,336  | 3.2%  | 19,202  | 5.7%  | 24,864  | 6.96%  | 26,114  | 7.17%  |
| Population             | 255,855 | 100%  | 267,809 | 100%  | 282,845 | 100%  | 299,404 | 100%  | 317,630 | 100%  | 332,529 | 100%  | 356,991 | 100%   |         |        |

## Galería

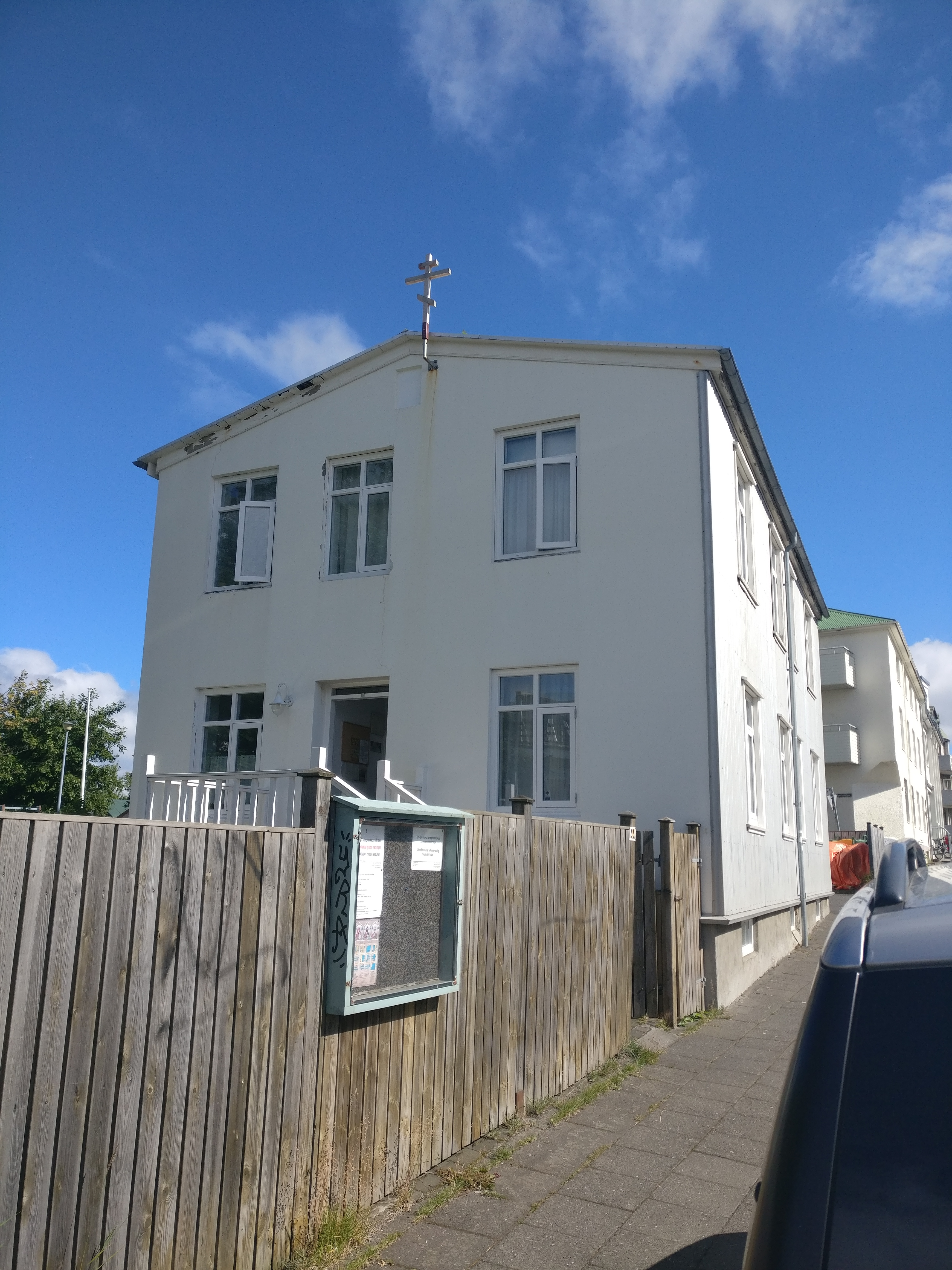
Iglesia Ortodoxa rusa en Reykjavik.
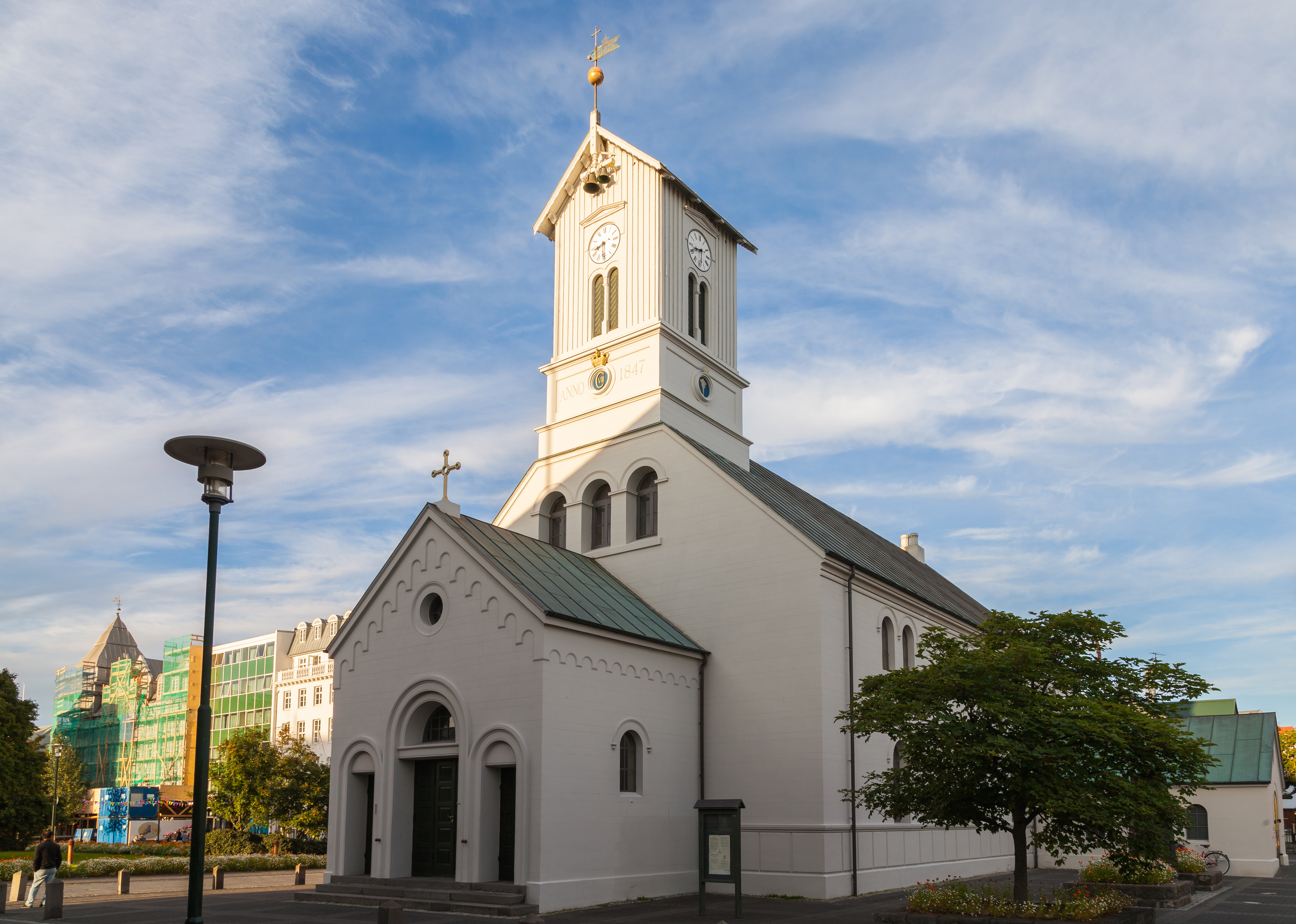
Catedral luterana de Reykjavík.
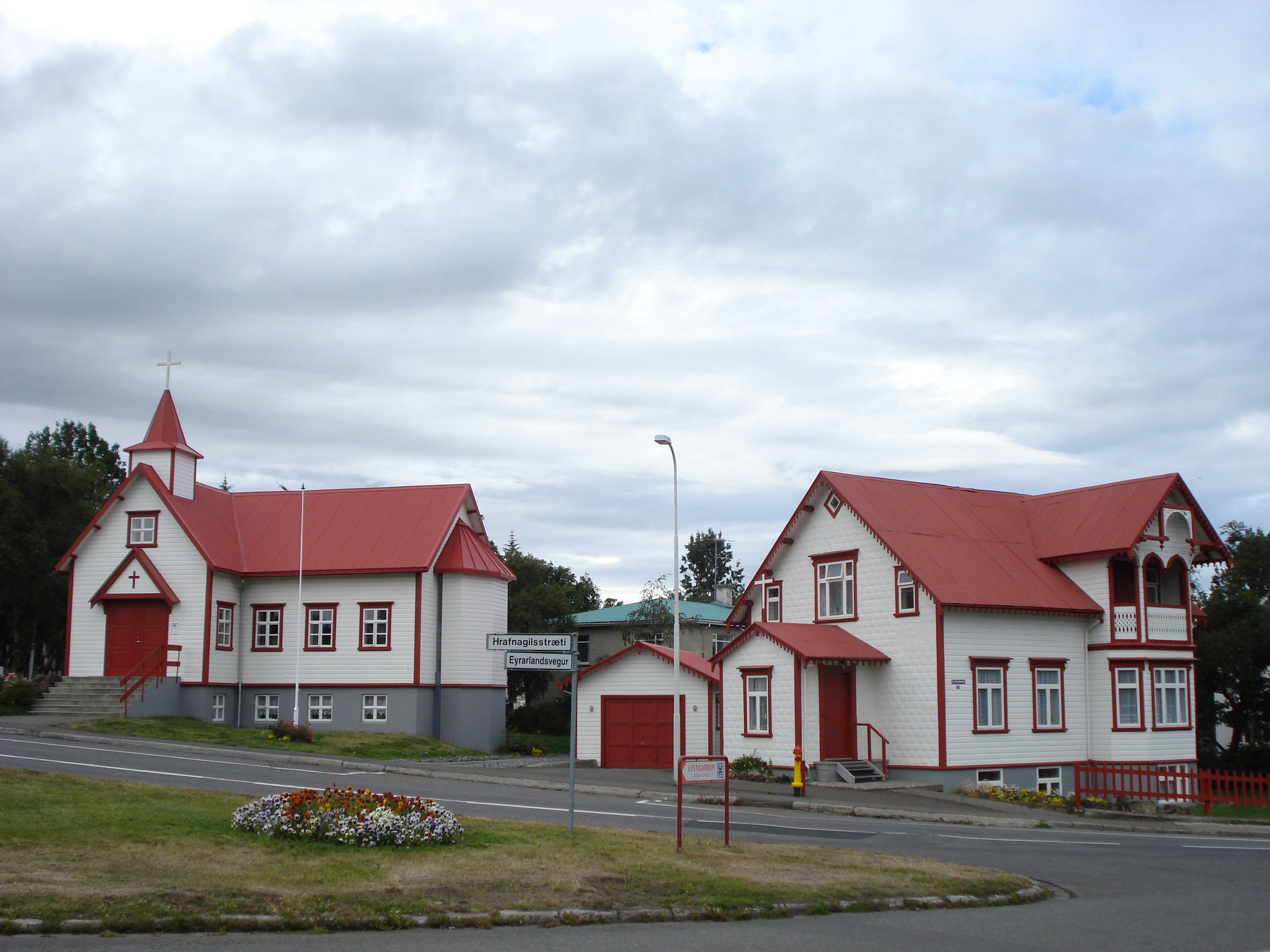
Iglesia católica en Akureyri.
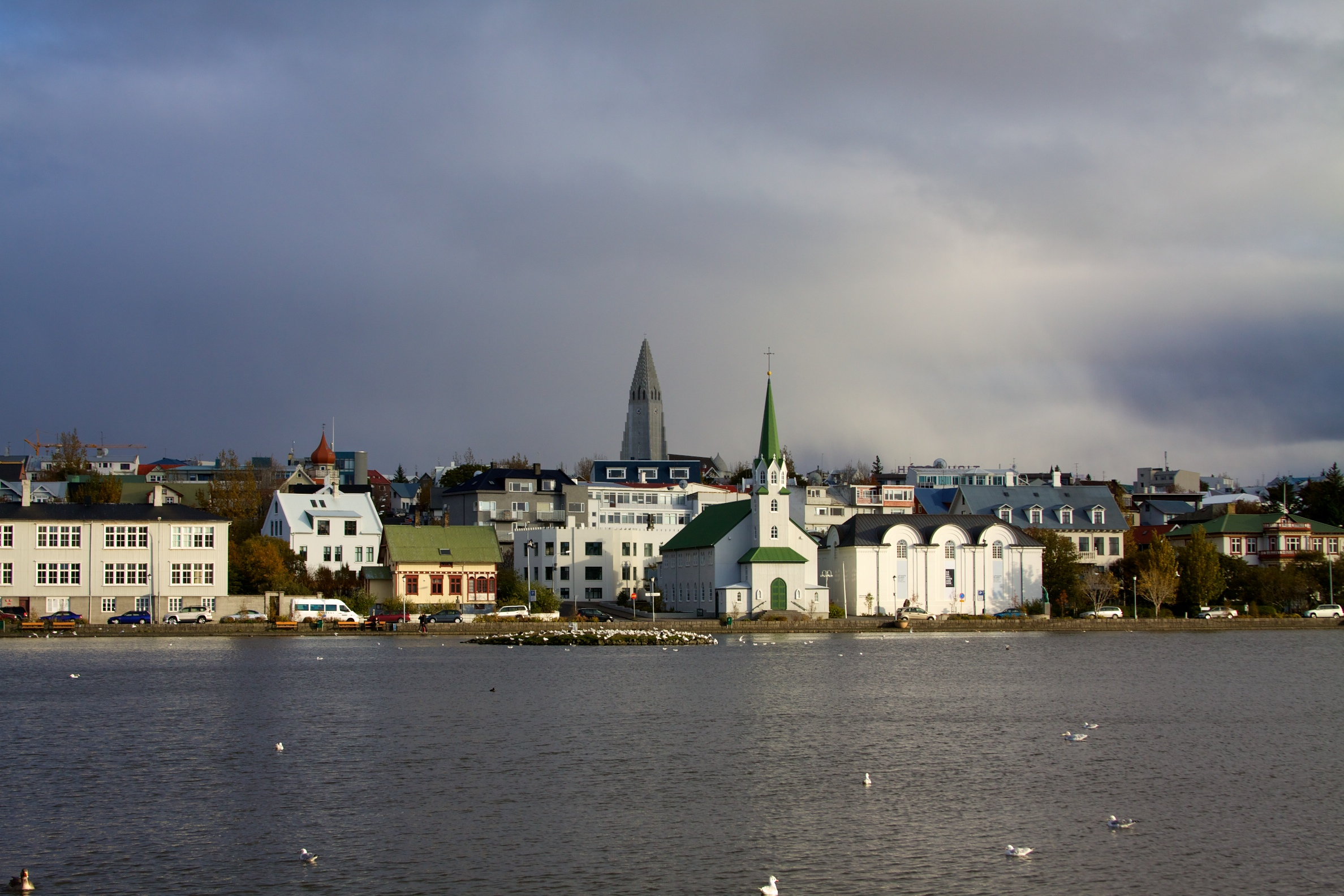
La Iglesia Libre de Reykjavik en primer plano y la Hallgrímskirkja en el fondo de la imagen.
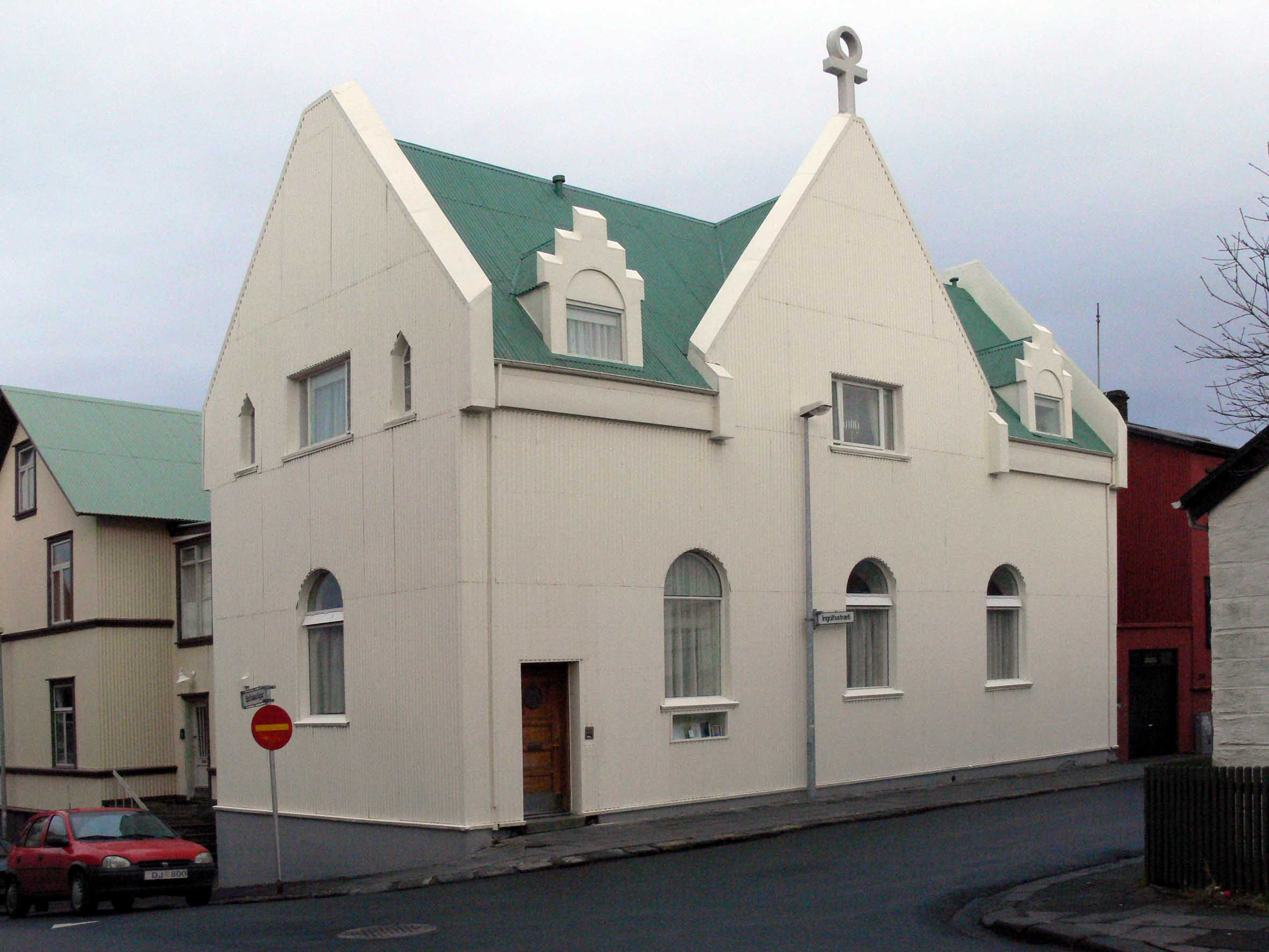
Edificio de una iglesia perteneciente a la Sociedad Teosófica en Reykjavík.
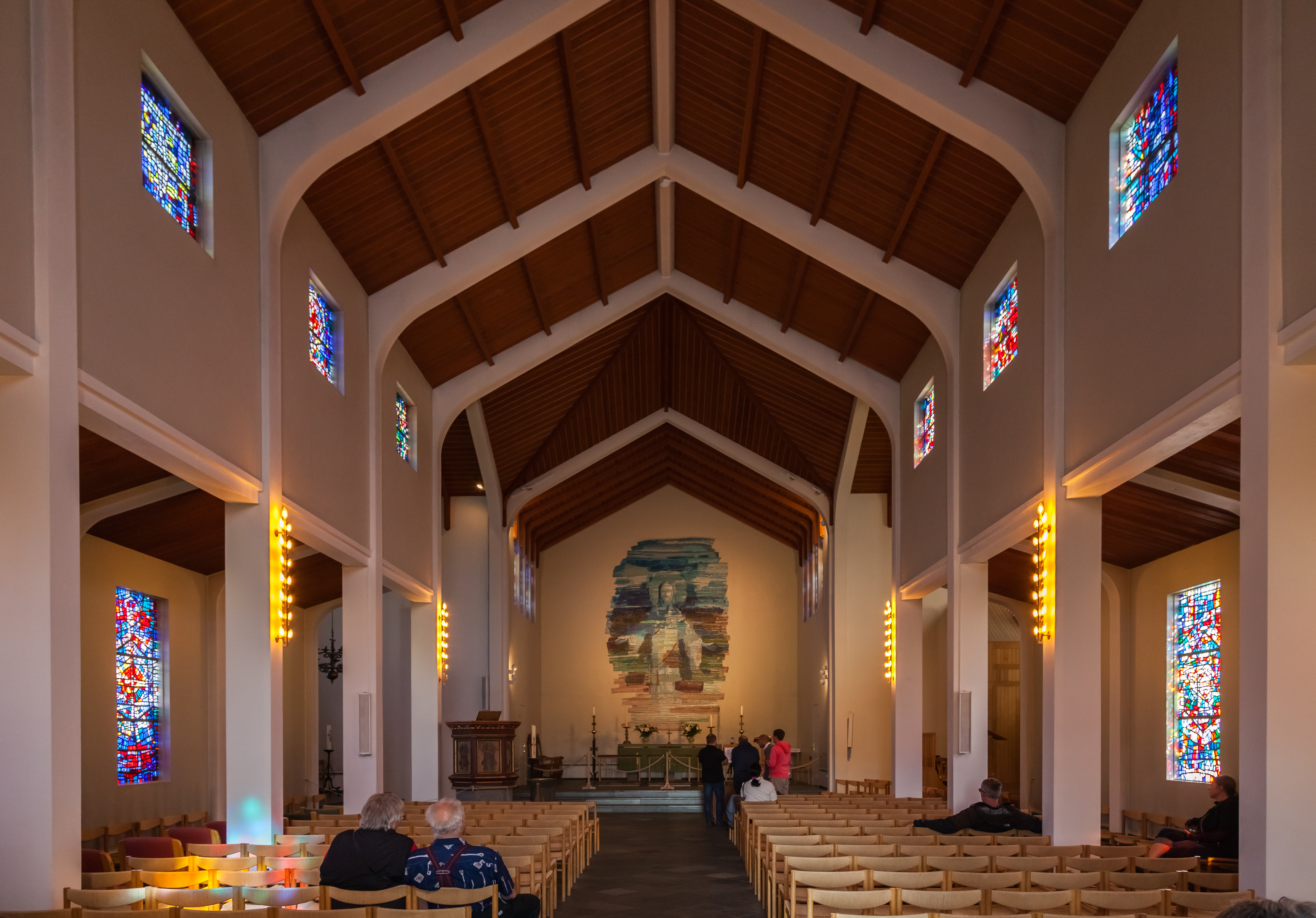
Interior de la Iglesia Luterana de Skálholt.
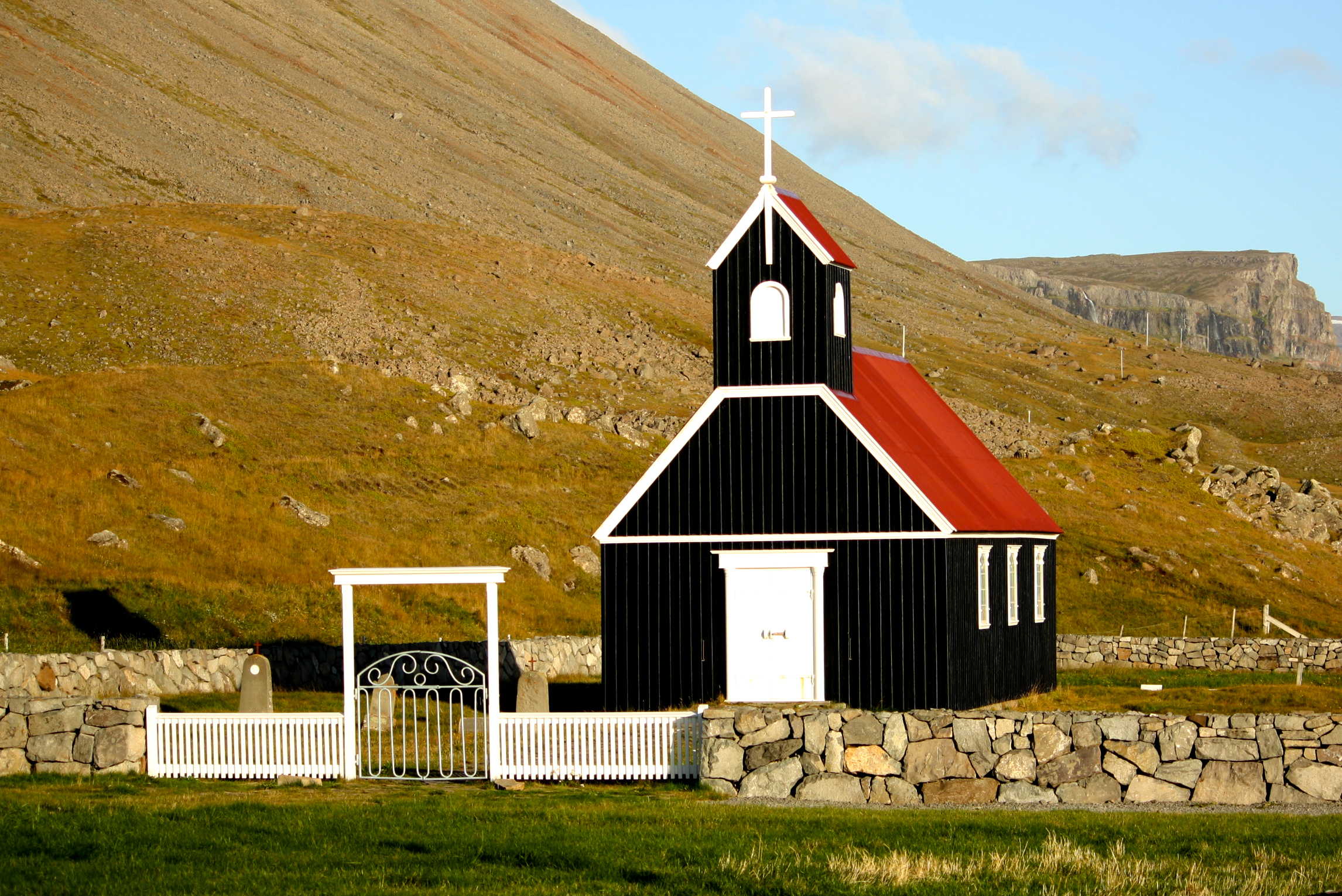
Iglesia de madera en Westfjords.
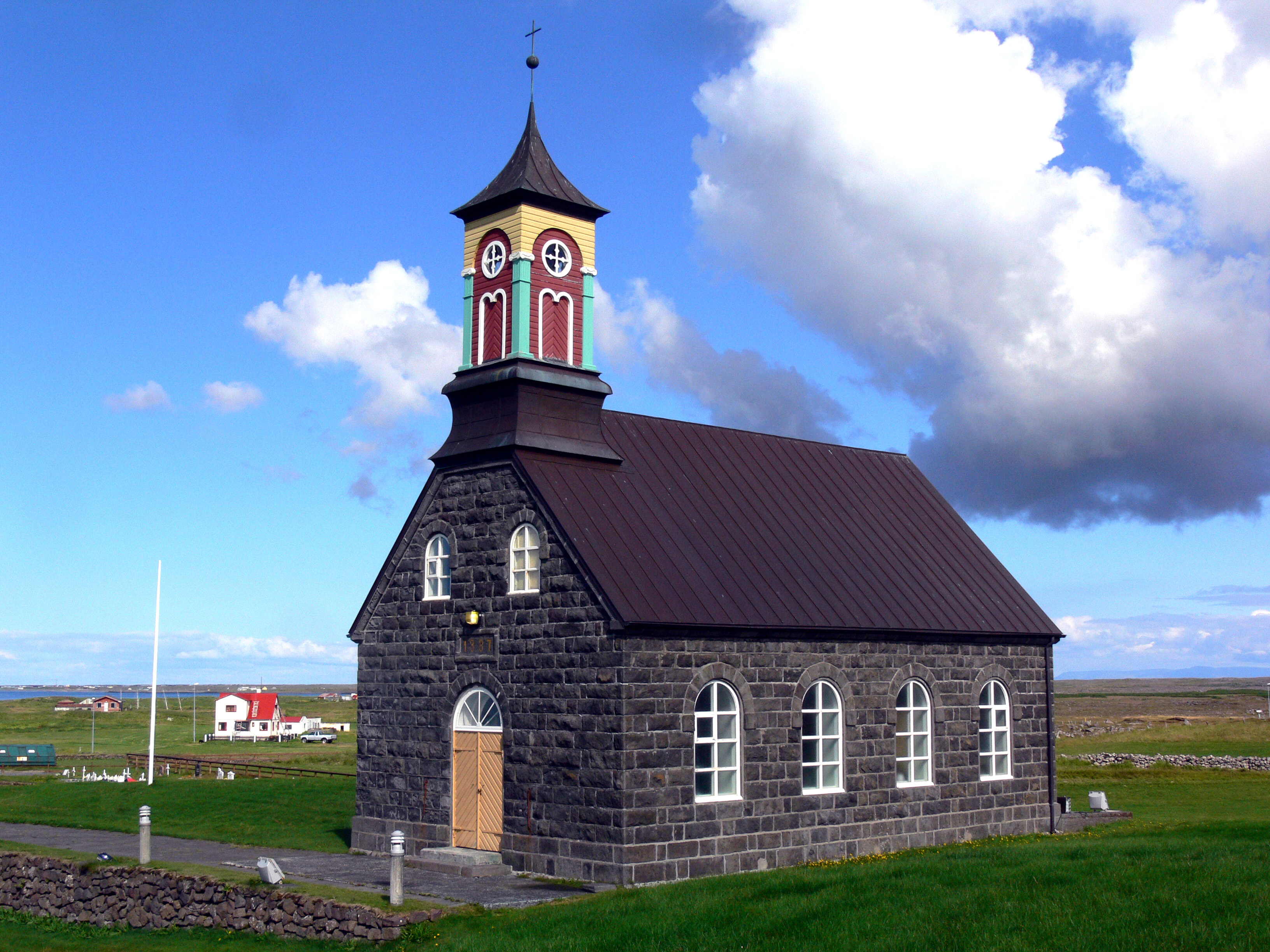
Iglesia de piedra en Hvalsnes, Reykjanes.
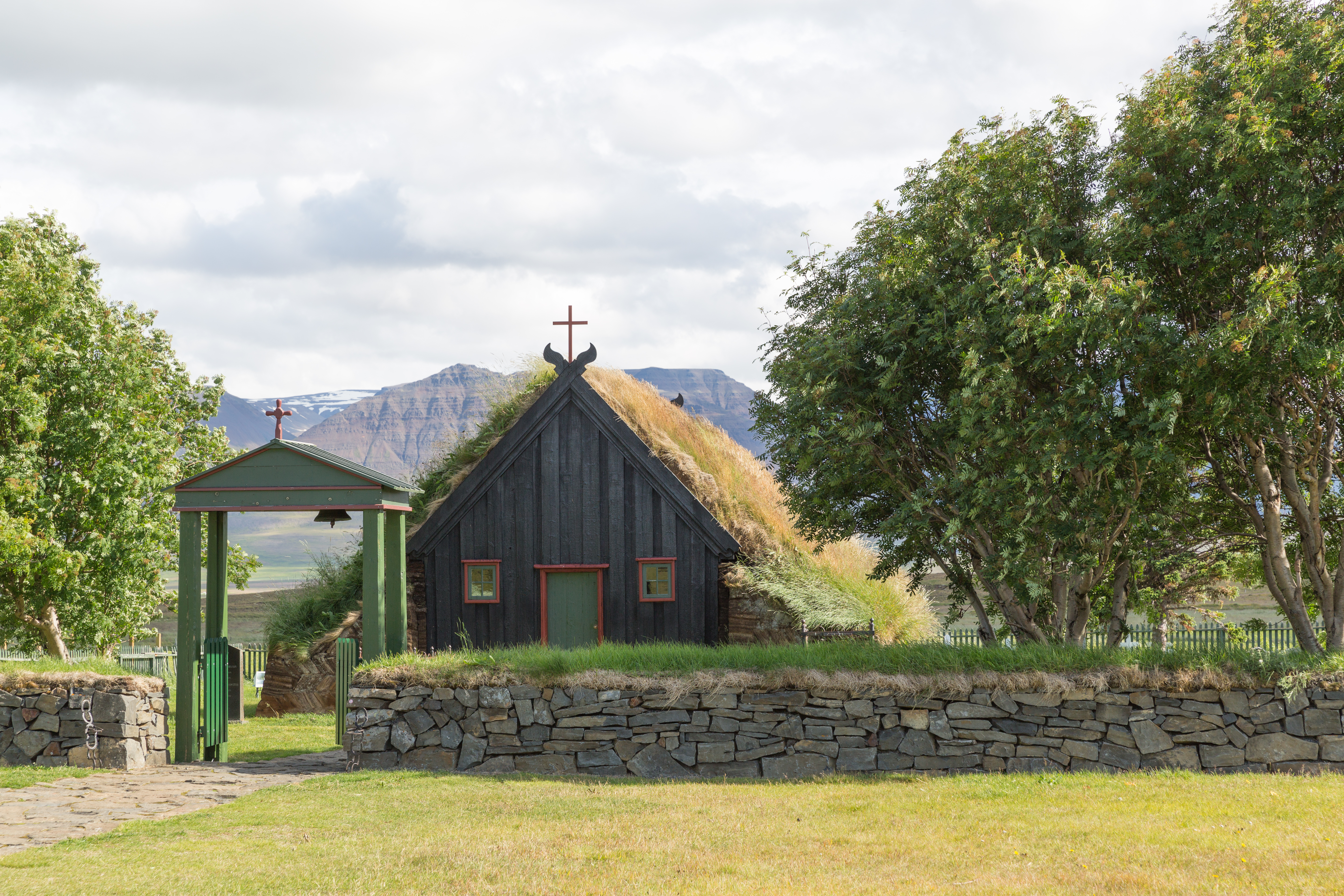
Iglesia en Víðimýri.
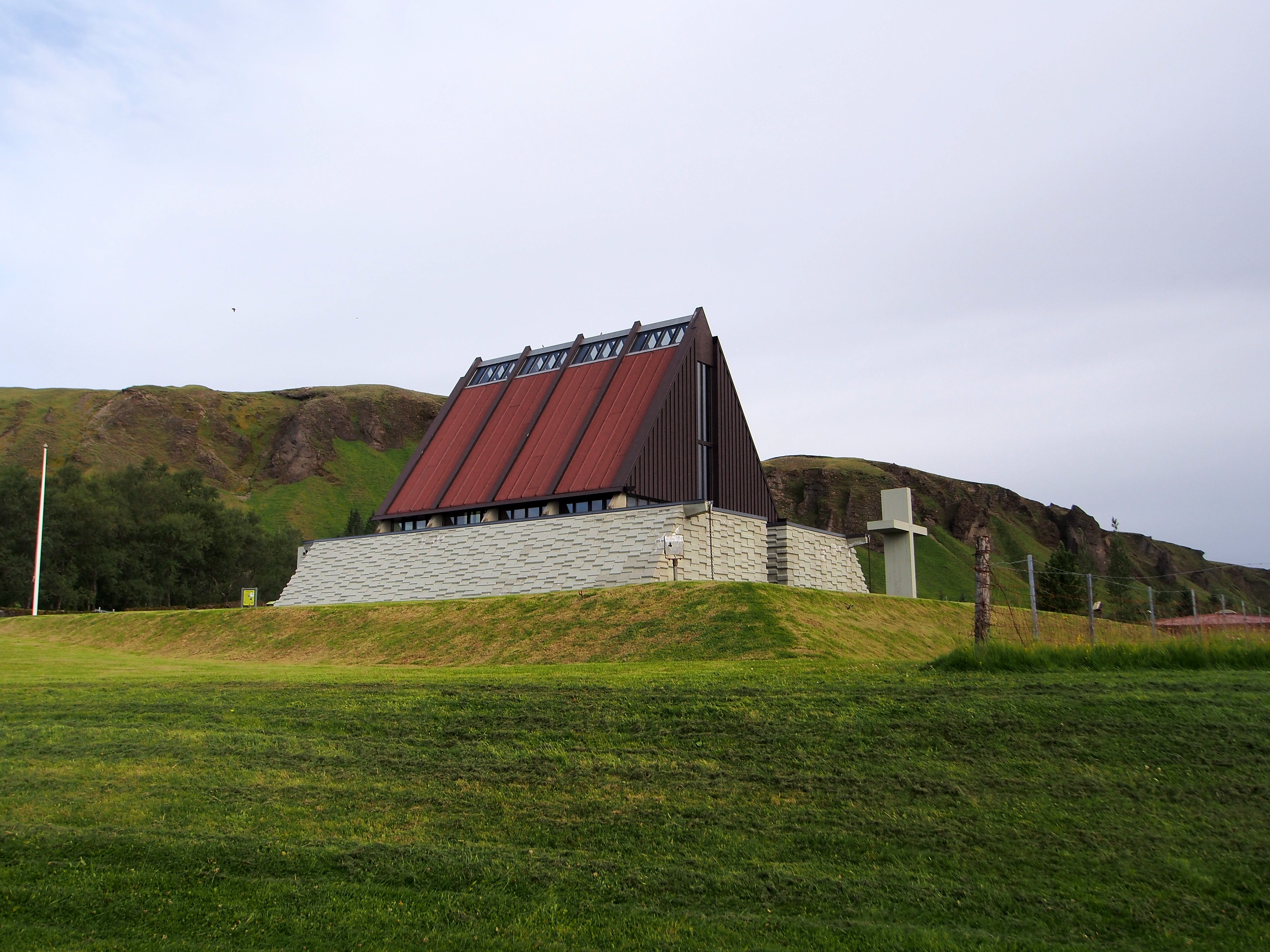
Iglesia moderna en Kirkjubæjarklaustur.

## Historia
Cuando Islandia fue colonizada por los noruegos (pero también por algunos suecos y personas de los asentamientos nórdicos en Gran Bretaña ) a mediados de 9 de siglo, aproximadamente en el año 870, fue habitado por un pequeño número de irlandeses cristianos anacoretas conocido como papar ( papi singular ). Cuando los escandinavos comenzaron a llegar en mayor número , los anacoretas se fueron por su cuenta o fueron expulsados. La migración de noruegos se debió en parte a la política de Harald Fairhair , que unificaba a Noruega bajo una monarquía centralizada.
Los primeros islandeses, aunque acostumbrados a una sociedad en la que el monarca era esencial para la vida religiosa, no establecieron una nueva monarquía en la colonia, sino más bien una asamblea anual de hombres libres, los Althing . Las " cosas " eran asambleas de hombres libres que gobernaban las sociedades germánicas, y estaban dirigidas por un reinado sagrado. Lo islandés desarrolló características peculiares; En lugar de la lealtad a un rey sagrado, los islandeses establecieron la lealtad a un código legal, primero compuesto por Úlfljótr, que estudió las leyes noruegas.
Los terratenientes islandeses ( landnámsmenn ) se organizaron en goðorð ("palabra (s) de dios"), grupos religiosos y políticos bajo el liderazgo de un goði ("hombre de dios"). Los goðar eran sacerdotes a tiempo parcial que oficiaban sacrificios rituales en el templo local y tenían algunas cualidades de los reyes germánicos; organizaron cosas locales y las representaron en el Althing. Úlfljót fue elegido como el primer lagman (lǫgsǫgumaðr), quien presidió el Althing que se reunía anualmente en Thingvellir. La organización religioso-política de la primera Islandia se ha definido como "pagana y antimonárquica", que la distinguía de otras sociedades germánicas. Con respecto a otras prácticas religiosas, los islandeses siguieron las normas escandinavas; Construyeron templos que consagraban imágenes de los dioses. 
La religión se llama Goðatrú o Ásatrú, "verdad de los dioses". Los islandeses adoraban a landvættir, a los espíritus locales de la tierra y a los dioses de la tradición germánica común del norte , dentro de hof y hörgar . Aparentemente , la deidad más popular era Thor, a quien los islandeses adoraban en forma de altos pilares; los poetas adoraban a Odín, como lo destacan Hallfreðr vandræðaskáld, Landnámabók y la saga Eyrbyggja. Otras personas adoraban a Freyr, como lo atestigua la saga de Víga-Glúms.

## Cristianismo
A partir de 2019, el 76.84% de las personas islandesas estaban registradas como cristianas , la mayoría de ellas pertenecientes a la Iglesia de Islandia e iglesias libres luteranas menores..  Los católicos eran 3.92%, y otro 7.77% de los islandeses eran adherentes de alguna otra denominación cristiana.

## Catolicismo

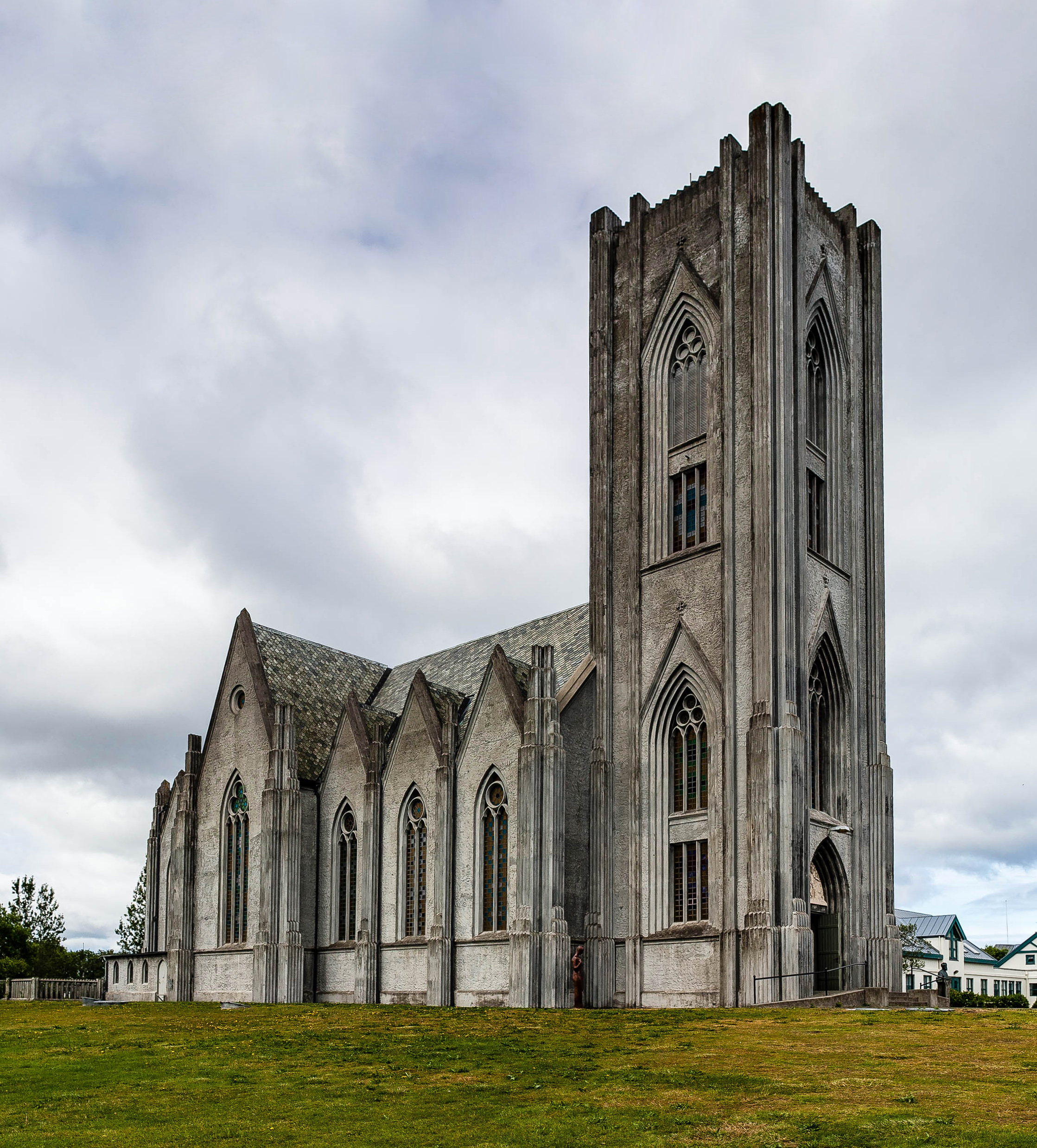
Iglesia católica en Reykjavík.

A partir de 2019, la Iglesia Católica es la mayor forma de cristianismo no luterano en Islandia, representando el 3.92% de la población, muchos de los cuales son polacos inmigrantes . Los católicos se organizan en la Diócesis de Reykjavík , dirigida por el obispo Dávid Bartimej Tencer (1963–), OFM Cap. .
En el siglo XX, Islandia tuvo algunos conversos notables al catolicismo, incluidos Halldór Laxness y Jón Sveinsson . Este último se mudó a Francia a la edad de trece años y se convirtió en jesuita , permaneciendo en la Compañía de Jesús por el resto de su vida. Fue un valioso autor de libros para niños, escritos en alemán, e incluso apareció en sellos postales.